# Rafael Romero de Torres

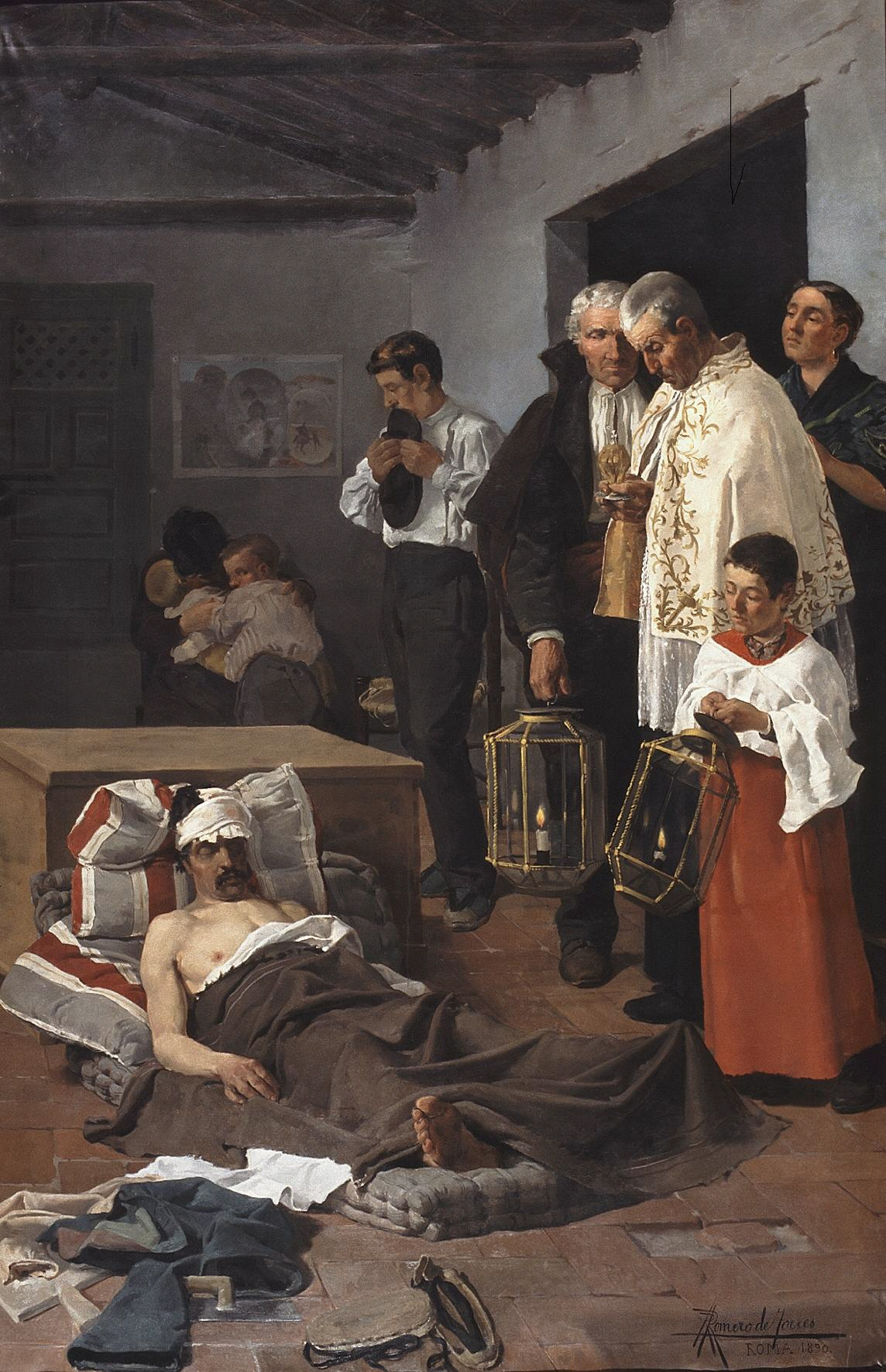
Muratore ferito o Gli ultimi sacramenti (1890). Opera di tema sociale appartenente alla trilogia di opere sociali realizzata dall'artista.

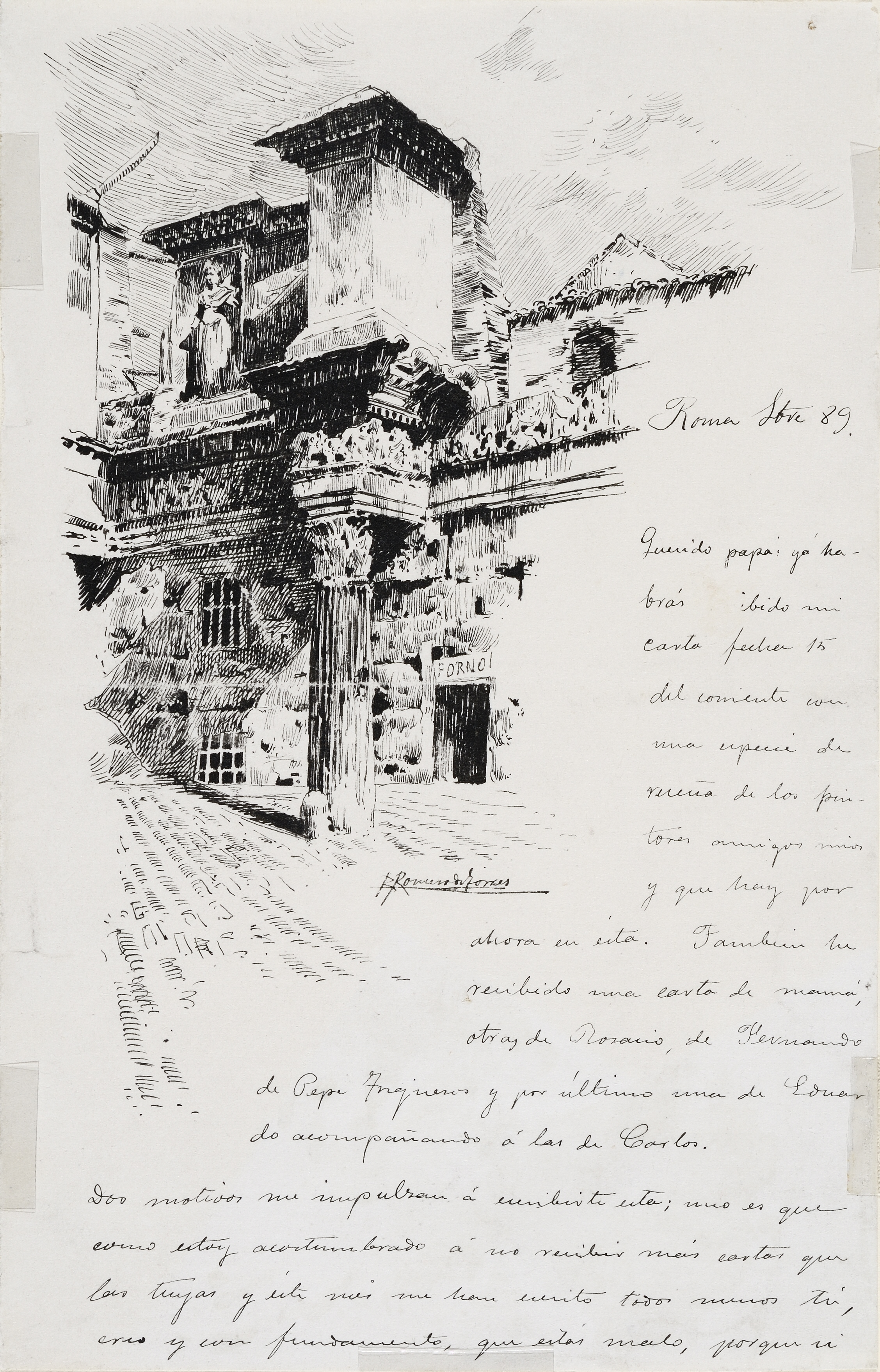
Lettera illustrata con disegno portico romano.

Rafael Romero de Torres (Cordova, 1865 – Cordova, 29 luglio 1898) è stato un pittore e illustratore spagnolo, figlio e fratello di pittori, morì prematuramente all'età di 33 anni.

## Biografia
Nacque a Cordova nel 1865 figlio del pittore Rafael Romero Barros. Quando aveva otto anni entrò nella Scuola Provinciale di Belle Arti grazie a suo padre che notò il grande talento che il bambino godeva. Rafael è cresciuto in un ambiente culturale tra artisti, opere e il museo gestito da suo padre. Tutto questo combinato nell'insieme familiare è stato decisivo per il suo sviluppo. Grazie al talento che Rafael Romero de Torres avrebbe sviluppato nel corso degli anni, gli furono assegnate alcune borse di studio, la prima volta nel 1884, dal Consiglio provinciale di Cordova, una borsa di studio per stabilirsi a Madrid presso la Real Academia de Bellas Artes de San Fernando dove ha studiato scultura unita a pittura. Collabora qui insieme ai fratelli Enrique e Julio nelle illustrazioni della rivista La Gran Vía. 
Il soggiorno nella capitale fu prolungato a causa del successo di Rafael con l'acquisizione di alcuni premi, ma non smise di visitare Cordova quando aveva disponibilità. Tutti i suoi sforzi e successi si rispecchierebbero nella seconda borsa di studio del 1885, grazie al dipinto Senza lavoro che fu concesso nuovamente dal Consiglio di stabilirsi a Roma per un periodo di tre anni, un periodo che fu una tappa fondamentale per il suo sviluppo. A Roma conobbe altri artisti spagnoli, come lo scultore di Cordova Mateo Inurria e il pittore di Burgos Marceliano Santa María; quest'ultimo pittore, nel 1945, ricordava ancora gli incontri con Rafael al Caffè del Greco a Roma o al negozio di cioccolatini "dove gli spagnoli sedevano per un caffè". Dopo questi anni in Italia, ritorna in Spagna dove si alterna tra Madrid e Cordova. Ricardo de Montis, conoscente della famiglia e amico di Rafael lo ricorda come una persona di carattere allegro, con grazia e facilità per socializzare e con la chitarra, come quando suonava con Gayarre accompagnava con la voce dentro la casa del pittore madrilese. Al suo ritorno da Roma, racconta Montis, iniziò a lavorare con grande slancio e si presentò alla Mostra Nazionale del momento, che avrebbe cambiato la sua visione e portato via la speranza che l'artista di Cordova aveva. Secondo de Montis: 
(De Montis Romero, Ricardo (1989). «Rafael Romero de Torres». Notas Cordobesas (Recuerdos del pasado). Cajasur. p. 279. ISBN 9788450589276)
Dopo un simile evento, Rafael avrebbe prodotto lavoro solo per soddisfare i suoi bisogni, poiché il suo desiderio di crescere come artista era diminuito e ogni volta trovava le sue illusioni più letali. Fu in quel momento che contrasse una malattia che gli costò la vita. Il suo corpo è nel cimitero di San Rafael nella sua città natale.

## Lavoro
La pittura di Rafael attinge alle influenze di Cordova, Madrid e Roma, in cui mostra un naturalismo pittorico interessato alla storia, come vediamo in opere come La morte di Cleopatra (Cordova. Consiglio provinciale. 1886) o Colombo che emerge dal Mezquita (Cordova. Museo delle Belle Arti . 1892). Ma esaminando queste opere a tema storico e alcuni ritratti, vedremo come la pittura di natura sociale sarà personale e importante dell'artista. Questo è stato definito in una trilogia che ha perfettamente definito il tema sociale: Senza lavoro (Cordova. Consiglio provinciale. 1888), Gli ultimi sacramenti (Il muratore ferito) (Cordova. Museo delle Belle Arti. 1890) e Cerco Patria (Migranti a bordo) (Museo Nacional del Prado. 1892).
Oltre ad essere un pittore, il suo ruolo di disegnatore e illustratore di periodici nella città di Madrid e Cordova è degno di nota. La sua abilità di pittore si rifletteva nell'uso di varie tecniche incluse nei disegni che sono conservati nel Museo di belle arti di Cordova, con anche le note lettere illustrate che invia alla sua famiglia da Roma e Madrid, dove riflette il suo aspetto di ritrattista lasciando anche riferimenti architettonici.